# Kenan Sofuoğlu
Kenan Sofuoğlu ( Adapazarı, 1983. augusztus 25. –) török parlamenti képviselő és korábbi profi motorversenyző, a Supersport-világbajnokság legsikeresebb résztvevője.

## Pályafutása

### A kezdetek
Kenan Sofuoğlu egy török településen, Akyazı-ban született 1983-ban. 2002-ben Németországban megnyerte a Yamaha-kupát. 2003-ban a IDM német bajnokság Supersport versenyén második lett Afterben, 2004-ben pedig megnyerte a Superstock 1000-es kupát.

### Supersport-világbajnokság
Még egy rövid 2003-as részvétel után, 2007-re teljes évre benevezett a Supersport-világbajnokságra és megdöntötte az egy évben aratott legtöbb győzelem rekordját. Három versennyel a vége előtt megszerezte a bajnoki címet. Ezzel az első török nemzetiségű győztes lett a széria történetében. 
2008-ra aláírt a Ten Kate Hondánál még három évet és egy Honda CBR1000RR-rel versenyzett a nagy kategóriában, a Superbike-világbajnokságon. Kevés siker után, nulla dobogós helyezéssel visszatért a Supersport mezőnyébe 2009-ben. A kiírásban a Yamahás Cal Crutchlow és a Parkalgar Hondás Eugene Laverty jobbnak bizonyult nála, így 3. lett összetettben. 2010-ben sorozatos dobogós helyezéseket szerzett és szoros küzdelemben győzte le a végső sikerért Lavertyt és a Kawasakis Joan Lascorzt. 
Újabb diadalával lehetősége volt a olasz Pedercini Teammel indulni, viszont úgy döntött, hogy a a Mahendra Singh Dhoni tulajdonában lévő indiai Mahi Teamhez csatlakozik. 
Összesen 2010 és 2017 között összesen 5 alkalommal szerzett bajnoki címet, 2013-ban csak Sam Lowes, míg 2017-ben csak Lucas Mahias múlta felül. Az évek alatt ő lett a géposztály történetének legsikeresebb versenyzője és több rekord birtokosa. 2016 júniusában egy Pirelli abroncsokkal szerelt Kawasaki Ninja H2R-t vezetve 26 másodperc alatt 400 km/óráig gyorsult fel az isztambuli Osman Gazi hídon, amivel új szériamotor sebességrekordot állított fel.

#### Sérülései
A 2017-es évad előtt a téli teszteken, február elején eltört az ujjcsontja, ami miatt két műtéten is át kellett esnie. Ebből következőleg kihagyta a 2017-es ausztráliai nyitányt, mivel csak nagy fájdalmak után tudta behúzni a fékkart. 
Szeptember 30-án három helyen eltörte a medencecsontját, miután a franciaországi Magny-Cours-ban a Superpole edzése során bukott. Hazautazott Törökországba a rehabilitációra, orvosai körülbelül 5–6 hetes kihagyást diagnosztizáltak nála. Később maga Sofuoğlu úgy nyilatkozott, hogy körülbelül 12 hetet kell kihagynia. 
Mindössze 5 hét kihagyás után a katari zárófordulóra visszatért, hogy harcban legyen az összetett 2. helyéért, mivel a bajnoki címre nem volt már reális esélye Lucas Mahiassal szemben. 
A 2018-as kiírásban, Phillip Islanden újra megsérült. Az olaszországi Imolában bejelentette, hogy családjával egyeztetve úgy döntött, hogy visszavonul a profi versenyzéstől 33 évesen. Még a felvezetőkört teljesítette, után kiállt, így ért véget a pályafutása. Ezt követően fiatal török tehetségeket kezdett mentorálni, valamint olykor szakértőként tűnt fel a paddock területén.

### Moto2
A 2010-es szezon vége felé indult a MotoGP Moto2-es osztályában a portugál nagydíjon, ahol a Technomag-CIP csapatát erősítette és a japán Tomizava Sóját váltotta, aki Misanóban egy versenybalesetben életét vesztette. Az edzésen a negyedik leggyorsabb időt motorztaq, viszont az időmérő edzésen bukott. A verseny nagy részében az élen haladt, de végül az 5. lett. Érdekesség, hogy futam közben meg is kellett állnia, hogy megigazítsa a kormányát. 2011-re maradt az alakulatnál, ahol az egyik Suter-t vitte pályára. Legjobb eredménye a holland Assenből egy 2. pozíció volt.

## Eredményei

### Egyéb sikerek

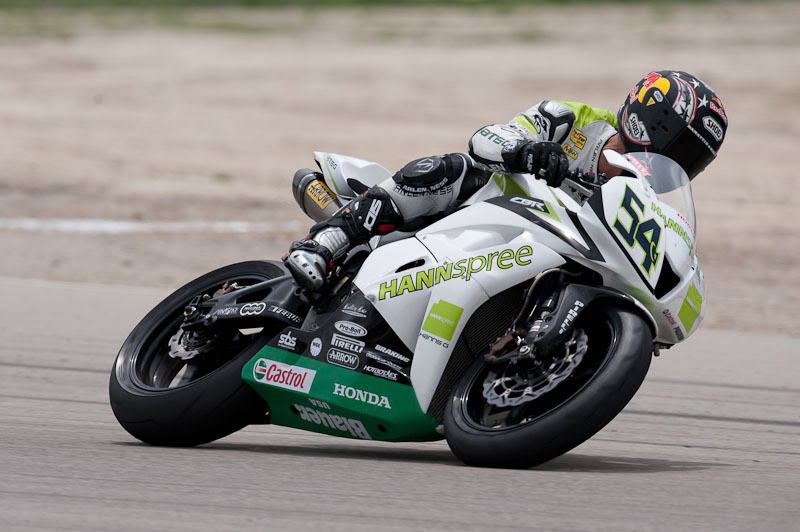
Sofuoğlu 2010-ben.

| Év   | Bajnokság                        | Géposztály             | Helyezés |
| ---- | -------------------------------- | ---------------------- | -------- |
| 2000 | Török Motorbajnokság             | Supersport "B" osztály | Bajnok   |
| 2001 | Török Motorbajnokság             | Supersport "A" osztály | 3.       |
| 2002 | Német R-6 kupa                   |                        | Bajnok   |
| 2003 | IDM-német bajnokség              | Supersport             | 2.       |
| 2004 | Superstock 1000 Európa-bajnokság | Supersport             | 3.       |
| 2005 | Superstock 1000 Európa-bajnokság | Supersport             | 2.       |

### Teljes Supersport-világbajnokság eredménylistája
(Táblázat értelmezése)

(Félkövér: pole-pozícióból indult; dőlt: leggyorsabb kört futott) 

| Év   | Motor    | 1      | 2       | 3      | 4      | 5      | 6     | 7      | 8      | 9      | 10     | 11     | 12    | 13    | 14    | Helyezés | Pont |
| ---- | -------- | ------ | ------- | ------ | ------ | ------ | ----- | ------ | ------ | ------ | ------ | ------ | ----- | ----- | ----- | -------- | ---- |
| 2003 | Yamaha   | SPA 16 | AUS     | JPN    | ITA    | GER Ki | GBR   | SMR    | GBR    | NED    | ITA    | FRA Ki |       |       |       | HN       | 0    |
| 2006 | Honda    | QAT 3  | AUS Ki  | SPA Ki | ITA 5  | EUR 20 | SMR 8 | CZE 3  | GBR 3  | NED 1  | GER 1  | ITA 2  | FRA 2 |       |       | 3.       | 157  |
| 2007 | Honda    | QAT 1  | AUS 2   | EUR 1  | SPA 1  | NED 1  | ITA 1 | GBR Ki | SMR 3  | CZE 1  | GBR 2  | GER 2  | ITA 1 | FRA 1 |       | 1.       | 276  |
| 2008 | Honda    | QAT    | AUS     | SPA    | NED    | ITA    | GER   | SMR    | CZE    | GBR    | EUR    | ITA    | FRA   | POR 1 |       | 19.      | 25   |
| 2009 | Honda    | AUS 1  | QAT 4   | SPA 3  | NED 5  | ITA 9  | RSA 5 | USA 1  | SMR Ki | GBR 4  | CZE 9  | GER Ki | ITA 1 | FRA 3 | POR 2 | 3.       | 189  |
| 2010 | Honda    | AUS 3  | POR 1   | SPA 2  | NED 3  | ITA 2  | RSA 2 | USA 1  | SMR 3  | CZE 1  | GBR 2  | GER 2  | ITA 2 | FRA 2 |       | 1.       | 263  |
| 2012 | Kawasaki | AUS 1  | ITA Kiz | NED 2  | ITA 3  | EUR 2  | SMR 1 | SPA 5  | CZE 2  | GBR 5  | RUS 1  | GER 1  | POR 2 | FRA 4 |       | 1.       | 218  |
| 2013 | Kawasaki | AUS 1  | SPA Ki  | NED 2  | ITA Ki | GBR 2  | POR 3 | ITA 1  | RUS T  | GBR 1  | GER Ki | TUR 1  | FRA 1 | SPA 2 |       | 2.       | 201  |
| 2014 | Kawasaki | AUS Ki | SPA 1   | NED Ki | ITA Ki | GBR 4  | MAL 3 | SMR 4  | POR 3  | SPA 13 | FRA Ki | QAT 8  |       |       |       | 8.       | 94   |
| 2015 | Kawasaki | AUS 6  | THA 2   | SPA 1  | NED 1  | ITA 1  | GBR 1 | POR 2  | SMR 11 | MAL 4  | SPA 1  | FRA 2  | QAT 2 |       |       | 1.       | 233  |
| 2016 | Kawasaki | AUS Ki | THA 2   | SPA 1  | NED 3  | ITA 1  | MAL 6 | GBR 1  | ITA 1  | GER 1  | FRA Ki | SPA 1  | QAT 2 |       |       | 1.       | 216  |
| 2017 | Kawasaki | AUS    | THA     | SPA Ki | NED 1  | ITA 1  | GBR 1 | ITA 1  | GER 2  | POR 1  | FRA Ni | SPA    | QAT 3 |       |       | 2.       | 161  |
| 2018 | Kawasaki | AUS 13 | THA     | SPA    | NED    | ITA Ki | GBR   | CZE    | ITA    | POR    | FRA    | ARG    | QAT   |       |       | 31.      | 3    |

| Évek | Versenyek | Pole | Győzelmek | Dobogók | Bajnoki címek |
| ---- | --------- | ---- | --------- | ------- | ------------- |
| 13   | 126       | 29   | 43        | 41      | 5             |

### Teljes Superbike-világbajnokság eredménylistája
(Táblázat értelmezése)

(Félkövér: pole-pozícióból indult; dőlt: leggyorsabb kört futott) 

| Év   | Motor | 1      | 1      | 2      | 2      | 3      | 3      | 4      | 4      | 5      | 5      | 6      | 6      | 7      | 7      | 8      | 8      | 9      | 9      | 10     | 10     | 11     | 11     | 12     | 12     | 13    | 13     | 14  | 14  | Helyezés | Pont |
| Év   | Motor | R1     | R2     | R1     | R2     | R1     | R2     | R1     | R2     | R1     | R2     | R1     | R2     | R1     | R2     | R1     | R2     | R1     | R2     | R1     | R2     | R1     | R2     | R1     | R2     | R1    | R2     | R1  | R2  | Helyezés | Pont |
| ---- | ----- | ------ | ------ | ------ | ------ | ------ | ------ | ------ | ------ | ------ | ------ | ------ | ------ | ------ | ------ | ------ | ------ | ------ | ------ | ------ | ------ | ------ | ------ | ------ | ------ | ----- | ------ | --- | --- | -------- | ---- |
| 2008 | Honda | QAT 12 | QAT 10 | AUS 14 | AUS 11 | ESP 12 | ESP 15 | NED 12 | NED 19 | ITA Ni | ITA Ni | USA 12 | USA 14 | GER Ki | GER 21 | SMR 18 | SMR Ki | CZE 10 | CZE 10 | GBR 13 | GBR 17 | EUR Ki | EUR Ni | ITA Ki | ITA Ki | FRA 9 | FRA 19 | POR | POR | 18.      | 54   |

### Teljes MotoGP-eredménylistája
(Táblázat értelmezése)

(Félkövér: pole-pozícióból indult; dőlt: leggyorsabb kört futott) 

| Év   | Géposztály | Motor | 1      | 2      | 3      | 4      | 5      | 6     | 7     | 8      | 9      | 10     | 11     | 12  | 13  | 14     | 15    | 16     | 17     | Helyezés | Pont |
| ---- | ---------- | ----- | ------ | ------ | ------ | ------ | ------ | ----- | ----- | ------ | ------ | ------ | ------ | --- | --- | ------ | ----- | ------ | ------ | -------- | ---- |
| 2010 | Moto2      | Suter | QAT    | SPA    | FRA    | ITA    | GBR    | NED   | CAT   | GER    | CZE    | IND    | RSM    | ARA | JPN | MAL    | AUS   | POR 5  | VAL Ki | 29.      | 11   |
| 2011 | Moto2      | Suter | QAT 18 | SPA 16 | POR Ki | FRA 26 | CAT Ki | GBR 8 | NED 2 | ITA 10 | GER 11 | CZE 10 | IND Ni | RSM | ARA | JPN 19 | AUS 6 | MAL 12 | VAL 20 | 17.      | 59   |

## Politika
2018 májusában, miután visszavonult, politikai pályára lépett és júniusban az Igazság és Fejlődés Pártja (AK Party) parlamenti képviselőjévé választották Sakarya tartományban, amely után bekerült a Török Nagy Nemzetgyűlésbe  2018. július 4-én, a török parlament 2018–2019-es ülésszakának nyitónapján Sofuoğlu egy Lamborghini Aventadorral érkezett meg, majd egy ellenzéki képviselő számára fenntartott helyen parkolt le. Ebből kisebb botrány alakult ki. Később bejelentette, hogy fizetésének egy részét jótékony célra fordítja.

## Magánélete
Sofuoğlunak van egy nővére és 2 fivére. Az apja, İrfan Sofuoğlu autószerelő. Sofuoğlu testvérei közül kettő, akik helyi versenyzők voltak, balesetben hunytak el. Sofuoğlu legidősebb testvére, Bahattin török motorbajnok volt, 2002-ben, közúti balesetben hunyt el. A bátyja, Sinan 2008 májusában egy verseny alatt halt meg.
Sofuoğlu nőtlen Grevenbroichban és Adapazarıban él.
- Kapcsolódó szócikk: Sofuoglu család